# Siloung
Siloung is een bestuurslaag in het regentschap Padang Lawas Utara van de provincie Noord-Sumatra, Indonesië. Siloung telt 67 inwoners (volkstelling 2010).